# Schlacht um Zumar
Die Schlacht um Zumar war eine Schlacht zwischen der Terrororganisation Islamischer Staat (IS) und den Streitkräften der Autonomen Region Kurdistans, den Peschmerga, die im Jahre 2014 stattfand.

## Verlauf

### Überfall durch den IS
Die Schlacht begann mit einer Offensive der IS-Milizen, welche vom 1. bis 4. August 2014 andauerte und mit der Einnahme Zumars endete.
Am 1. August 2014 starteten die Extremisten der Terrororganisation Islamischer Staates ihre Offensive und griffen Stellungen der kurdischen Peschmerga um die Stadt an. Bei einer ersten Gegenoffensive der dort stationierten kurdischen Streitkräfte konnten die Kurden die Angreifer zwar abwehren, mussten sich jedoch schon drei Tage später, nachdem die Bevölkerung evakuiert werden konnte, geschlagen geben und zurückziehen.

### Große Gegenoffensive der Peschmerga
Die Peschmerga konnten in einer großangelegten Gegenoffensive Ende August in die Stadt eindringen und die Besatzer besiegen. Die Operation dauerte vom 31. August bis 2. September 2014 und endete mit der Befreiung der Kern-Stadt. Zwischenzeitlich war der Ort wieder heftig umkämpft. Laut den Aussagen eines Geheimdienstoffiziers sei es kurdischen Kräften am Morgen des 25. Oktober gelungen, wieder die Kontrolle über die Stadt und umliegende Dörfer zu erlangen. Zum gleichen Zeitpunkt waren jesidische Zivilisten und Bürgerwehren am Dschabal Sindschar, etwa 50 km südwestlich von Zumar, eingeschlossen.

## Luftschläge
Am Morgen des 19. September flog die französische Luftwaffe ihre ersten Angriffe gegen Ziele der Terrororganisation Islamischer Staat. Die Angriffe wurden auf und um den Ort Zumar geflogen, dabei wurde unter anderem ein Versorgungsstützpunkt der IS-Milizen völlig zerstört. Die Rafale-Kampfflugzeuge starteten von der Al-Dhafra-Basis bei Abu Dhabi in den Vereinigten Arabischen Emiraten.